# مستشفى العائلة المقدسة (بيت لحم)
مستشفى العائلة المقدسة (بيت لحم)   مستشفى ولادة في بيت لحم بالضفة الغربية في فلسطين ، هي احدى المستشفيات الرئيسية التابعة لمؤسسة مستشفى العائلة المقدسة ،التابعة لمنظمة فرسان مالطا الكاثوليكية ، أُسست من قِبل راهبات المحبة (راهبات القديس منصور دي بول) عام 1892 أثناء الحكم العثماني  على فلسطين ، تقع المستشفى على أرض مساحتها  17 دونم ، يمتد طول المستشفى 63 متر وعرض 10 أمتار وارتفاع 12 متر، يعمل بها 215 موظفًا ،تتألف المستشفى من طابقين وكنسية بالطابق الأول ، شُيدت المستشفى مربعة الشكل بحديقة داخلية ، تشمل خدمات المقدمة :-متابعة الحمل و عمليات الولادة و العناية المركزة لحديثي لأطفال الخدج وحديثي الولادة ومتابعة مرضى سكري الحمل وتوعية بأمراض النساء وخدمة العيادات الخارجية

## الخلفية
في القرن السابع عشر، و في عام 1617 أسس القديس منصور دي بول جمعية بنات المحبة تحت قيادة القديسة لويز دي ماريّاك لتقديم المساعدات للفقراء ، تتواجد الجمعية  حاليًا في 93 بلدًا حول العالم ، أْسست أول فروعها في الشرق الأوسط في مصر 1844و لبنان عام 1847 وسوريا  عام 1854 وفلسطين عام 1886

## تاريخ المستشفى
في عام 1886 قدمت جمعية بنات المحبة مار منصور الى فلسطين أثناء الحكم العثماني ،قدْمت الراهبة الفرنسية سيردور ديشاريه طلب للقنصلية الفرنسية لتشييد مستشفى لمعالجة الفقراء في بيت لحم ، وتم شراء قطعة الأرض للمستشفى ليكون بسعة 80 سريرًا ، في عام 1892 سمح السلطان عبد الحميد الثاني باعطاء الاذن بترخيص أرض للجمعية لبناء المستشفى و سُميت المستشفى الفرنسي آن ذاك
أُعفيت الجمعية من الضرائب لاحقًا بسبب اتفقايات بين الدولة العثمانية والحكومة الفرنسية ، بحلول عام 1895 أفتتح المستشفى رسميّا ، بسبب الأوضاع الناتجة عن الصراع العربي الاسرائيلي أغلق المشفى في عام 1985،تبرعت منظمة فرسان مالطا بوحدة أمومة بسعة 28 سرير ،ليصبح المستشفى منذ ذلك العام تحت إدارة منظمة فرسان مالطا بتوصية من البابا يوحنا بولس السادس وتحويله الى مستشفى ولادة ، في 26 فبراير( شباط) 1990 ولدت أول طفلة بالمستشفى

## أقسام المستشفى
قسم أمراض النساء والتوليد
يتكون القسم من 45 سرير ، و وحدة الرعاية النهارية بها 6 أسرة ،وجناح الولادة بسعه 7 أسرة ، وحدة العناية المركزة بسعة سريران، وغرفة عمليات جراحية قيصرية للطوارئ و غرفتي عمليات جراحية اختيارية

### وحدة العناية المركزة لحديثي الولادة (NICU)
تحتوي الوحدة على 18 سرير للأطفال حديثي الولادة و مجموعة فرعية لأطفال الخدج الصغار الذين يولدو بوزن 450 جرامًا عند الولادة

### عيادة التوعية
يتم بها فحوصات ما قبل الولادة وبعدها، والاختبارات المعملية، وفحوصات أمراض النساءمثل السرطان، وكل ذلك من داخل أحدث الأجهزة - توجد عربة متنقلة فنية ومتابعة للنساء بعد انقطاع الطمث

### قسم العيادات الخارجية
عيادات مجهزة بالمسح بالموجات فوق الصوتية

### عيادة مرضى السكري
في عام 2010، تم انشاء عيادة السكري لفحص سكر الحمل للحوامل 24 - 28 أسبوعًا يجرى بالعيادة فحوصات مجانًا وجلسات خاصة بالنظام الغذائي والعلاج

## الدعم و التبرعات
منذ عام 1985 المستشفى مدعومة من قِبل منظمة فرسان مالطا وفي عام 1997 تأسست مؤسسة مستشفى العائلة المقدسة التابعة للجمعيات الثلاث للمنظمة في الولايات المتحدة الأمريكية لدعم المستشفى المادي وجمع التبرعات
وكذلك من قبل الجهات المانحةفي 21 أكتوبر 2022. تبرعت التشيك بشراء أجهزة مراقبة العلامات الحيوية لوحدة العناية المركزة لحديثي الولادة ، وفي 7 مارس 2023 قامت التشيك بتمويل شراء الأجهزة الطبية الرئيسية مثل أسرة الولادة، وحاضنات الأطفال حديثي الولادة.